# Бинг, Джордж, 2-й граф Страффорд
Джордж Стивенс Бинг, 2-й граф Страффорд (англ. George Stevens Byng, 2nd Earl of Strafford; 8 июня 1806 — 29 октября 1886) — британский пэр и политик-виг. Он носил титул учтивости — виконт Энфилд с 1847 по 1860 год.

## Происхождение
Родился 8 июня 1806 года. Единственный сын фельдмаршала Джона Бинга, 1-го графа Страффорда (1772—1860) от его первой жены Мэри Стивенс Маккензи (? — 1806).

## Военная карьера
В 1822 году, после окончания Королевского военного колледжа, Джордж Бинг поступил на службу в 29-й пехотный полк в качестве прапорщика по покупке. В 1825 году он перешёл в 85-й пехотный полк в звании лейтенанта и в 1826 году получил звание капитана, в этом звании он служил в 60-м стрелковом полку. В 1837 году, после того как он начал свою политическую карьеру, он был назначен подполковником Королевского ополчения Западного Миддлсекса по совместительству. После смерти полковника полка в 1844 году командование унаследовал Джордж Бинг. Его старший сын, достопочтенный Джордж Бинг, был назначен подполковником 30 октября 1853 года. Он ушёл в отставку и стал почетным полковником полка 5 декабря 1859 года.

## Политическая карьера
Политическая карьера Джорджа Бинга началась в 1830 году, когда он был избран членом парламента от Милборн-Порта (1830—1831, 1831—1832). В 1835 году он занял пост контролера домашнего хозяйства при лорде-лейтенанте Ирландии (его тесть, лорд Англси). Когда его бывший со-член парламента Уильям Стерджес-Борн подал в отставку несколько недель спустя, Джордж Бинг вернулся на свое прежнее место и занимал его до тех пор, пока Великий законопроект о реформе 1832 года не отменил избирательный округ . С 1834 года он был членом парламента от нового избирательного округа Чатема (1834—1835, 1837—1852). С июня по ноябрь 1834 года он служил под началом лорда Мельбурна в качестве лорда казначейства.
Согласно «Наследию британского рабовладения» Университетского колледжа Лондона, граф Страффорд подал безуспешный иск о компенсации после принятия Закона об отмене рабства 1833 года с помощью Закона о компенсации рабам 1837 года.
С 1835 по 1837 год Джордж Бинг представлял Пул в парламенте. Он снова служил под началом лорда Мельбурна в качестве контролера королевского двора в 1835—1841 годах и казначеем королевского двора с июня по август 1841 года. Был приведен к присяге в Тайном совете в 1835 году . Когда лорд Джон Рассел стал премьер-министром в 1846 году, Джордж Бинг был назначен секретарем Контрольного совета, и эту должность он занимал до 1847 года.
Потеряв свое место в парламенте в 1852 году, Джордж Бинг год спустя был вызван в Палату лордов по приказу об ускорении в баронстве Страффорд, которое принадлежало его отцу, и унаследовал графство своего отца в 1860 году.

## Браки и потомство
Джордж Бинг был женат дважды. 7 марта 1829 года первым браком он женился на леди Агнес Пэджет (ок. 1809 — 9 октября 1845), дочери фельдмаршала Генри Пэджета, 1-го маркиза Англси, от которой у него было шестеро детей:
- Джордж Бинг, 3-й граф Страффорд (22 февраля 1830 — 28 марта 1898), старший сын и наследник. Умер, не оставив в живых потомства мужского пола.
- Генри Бинг, 4-й граф Страффорд (21 августа 1831 — 16 мая 1899), второй сын, сменивший своего старшего брата в титулах. Умер, не оставив в живых потомства мужского пола.
- Леди Агнес Мэри Джорджиана Бинг (29 октября 1833 — 7 апреля 1878), вышедшая замуж за Хедворта Джоллиффа, 2-го барона Хилтона.
- Фрэнсис Эдмунд Сесил Бинг, 5-й граф Страффорд (15 января 1835 — 18 января 1918), третий сын, сменивший своего старшего брата в титулах.
- Леди Мэри Кэролайн Шарлотта Бинг (1838 — 13 декабря 1933), вышедшая замуж за адвоката Ричарда Аркрайта.
- Леди Виктория Александрина Анна Мария Бинг (11 марта 1842 — 1 февраля 1899), вышедшая замуж за Артура Фуллера.

16 марта 1848 года вторым браком Джордж Бинг женился на достопочтенной Гарриет Кавендиш (? — 26 июня 1892), дочери Чарльза Кавендиша, 1-го барона Чешама (1793—1863), от которого у него было ещё семь детей:
- Достопочтенный Чарльз Кавендиш Джордж Бинг (9 февраля 1849 — 16 мая 1918)
- Достопочтенный Альфред Джон Джордж Бинг (1851 — 8 ноября 1887)
- Леди Сьюзен Кэтрин Харриет Бинг (19 марта 1854 — 7 февраля 1936), вышедшая замуж за Томаса Трумана.
- Леди Элизабет Генриетта Элис Бинг (31 декабря 1855 — 30 августа 1920).
- Достопочтенный Лайонел Фрэнсис Джордж Бинг (26 сентября 1858 — 27 мая 1915), который в 1902 году женился на леди Элеоноре Мейбл Ховард (1873—1945), дочери Генри Ховарда, 18-го графа Саффолка.
- Леди Маргарет Флоренс Люси Бинг (6 ноября 1860 — 6 марта 1945), вышедшая замуж за достопочтенного Джона Ричарда Боскавена.
- Джулиан Хедуорт Джордж Бинг, 1-й виконт Бинг Вими (11 сентября 1862 — 6 июня 1935).

## Смерть
Лорд Страффорд умер в октябре 1886 года в возрасте 80 лет, и его титулы унаследовал его старший сын Джордж . Графиня Страффорд умерла в июне 1892 года.